# Diocesi di Kokstad
La diocesi di Kokstad (in latino Dioecesis Kokstadensis) è una sede della Chiesa cattolica in Sudafrica suffraganea dell'arcidiocesi di Durban. Nel 2021 contava 87.900 battezzati su 1.972.680 abitanti. È retta dal vescovo Thulani Victor Mbuyisa, C.M.M.

## Territorio
La diocesi comprende le seguenti unità amministrative del Sudafrica: Bizana, Flagstaff, Lusikisiki, Port St John sulla riva sinistra del fiume Umzimvubu; e Mount Ayliff, Mount Frere, Tabankulu, Mount Currie e Matatiele a sud del fiume Kenegha.
Sede vescovile è la città di Kokstad, dove si trova la cattedrale di San Patrizio.
Il territorio è suddiviso in 16 parrocchie.

## Storia
La prefettura apostolica di Mount Currie fu eretta l'8 aprile 1935 con la bolla Quo Catholici Nominis di papa Pio XI, ricavandone il territorio dal vicariato apostolico di Mariannhill (oggi diocesi).
L'11 luglio 1939 in forza della bolla Si per indefessos di papa Pio XII la prefettura apostolica fu elevata a vicariato apostolico e assunse il nome di vicariato apostolico di Kokstad.
L'11 gennaio 1951 il vicariato apostolico è stato ancora elevato a diocesi con la bolla Suprema Nobis dello stesso papa Pio XII.

## Cronotassi dei vescovi
Si omettono i periodi di sede vacante non superiori ai 2 anni o non storicamente accertati.
- Blasius Sigibald Kurz, O.F.M. † (17 luglio 1935 - 21 maggio 1948 nominato prefetto apostolico di Lingling)
- John Evangelist McBride, O.F.M. † (21 aprile 1949 - 15 maggio 1978 ritirato)
  - Sede vacante (1978-1980)
- Wilfrid Fox Napier, O.F.M. (29 novembre 1980 - 29 marzo 1992 nominato arcivescovo di Durban)[1]
- William Matthew Slattery, O.F.M. (17 novembre 1993 - 23 dicembre 2010 nominato arcivescovo di Pretoria)
  - Sede vacante (2010-2013)
- Zolile Peter Mpambani, S.C.I. (6 maggio 2013 - 1º aprile 2020 nominato arcivescovo di Bloemfontein)
  - Sede vacante (2020-2022)
- Thulani Victor Mbuyisa, C.M.M., dal 6 aprile 2022

## Statistiche
La diocesi nel 2021 su una popolazione di 1.972.680 persone contava 87.900 battezzati, corrispondenti al 4,5% del totale.
| anno | popolazione | popolazione | popolazione | presbiteri | presbiteri | presbiteri | presbiteri                | diaconi | religiosi | religiosi | parrocchie |
| anno | battezzati  | totale      | %           | numero     | secolari   | regolari   | battezzati per presbitero | diaconi | uomini    | donne     | parrocchie |
| ---- | ----------- | ----------- | ----------- | ---------- | ---------- | ---------- | ------------------------- | ------- | --------- | --------- | ---------- |
| 1950 | 15.073      | 370.000     | 4,1         | 23         |            | 23         | 655                       |         |           | 73        | 12         |
| 1970 | 39.467      | 500.000     | 7,9         | 22         |            | 22         | 1.793                     |         | 26        | 78        | 10         |
| 1980 | 44.372      | 925.000     | 4,8         | 19         |            | 19         | 2.335                     |         | 27        | 47        | 13         |
| 1990 | 48.740      | 1.009.840   | 4,8         | 15         |            | 15         | 3.249                     |         | 20        | 30        | 13         |
| 1999 | 66.781      | 1.293.000   | 5,2         | 21         | 4          | 17         | 3.180                     |         | 22        | 32        | 15         |
| 2000 | 66.000      | 1.200.000   | 5,5         | 17         | 5          | 12         | 3.882                     |         | 18        | 34        | 15         |
| 2001 | 68.100      | 1.300.000   | 5,2         | 17         | 6          | 11         | 4.005                     |         | 17        | 37        | 15         |
| 2002 | 71.393      | 1.300.000   | 5,5         | 17         | 6          | 11         | 4.199                     |         | 17        | 37        | 15         |
| 2003 | 71.500      | 1.300.000   | 5,5         | 18         | 8          | 10         | 3.972                     |         | 16        | 35        | 15         |
| 2004 | 72.000      | 1.300.000   | 5,5         | 18         | 8          | 10         | 4.000                     |         | 16        | 36        | 15         |
| 2006 | 74.401      | 1.710.000   | 4,4         | 22         | 9          | 13         | 3.381                     |         | 17        | 42        | 15         |
| 2013 | 88.200      | 1.847.000   | 4,8         | 10         | 9          | 1          | 8.820                     |         | 4         | 37        | 16         |
| 2016 | 85.500      | 1.918.424   | 4,5         | 16         | 9          | 7          | 5.343                     | 1       | 9         | 30        | 16         |
| 2019 | 89.220      | 2.001.975   | 4,5         | 21         | 14         | 7          | 4.248                     |         | 7         | 36        | 16         |
| 2021 | 87.900      | 1.972.680   | 4,5         | 20         | 15         | 5          | 4.395                     |         | 5         | 30        | 16         |